# Jindřich Vacek (spisovatel)

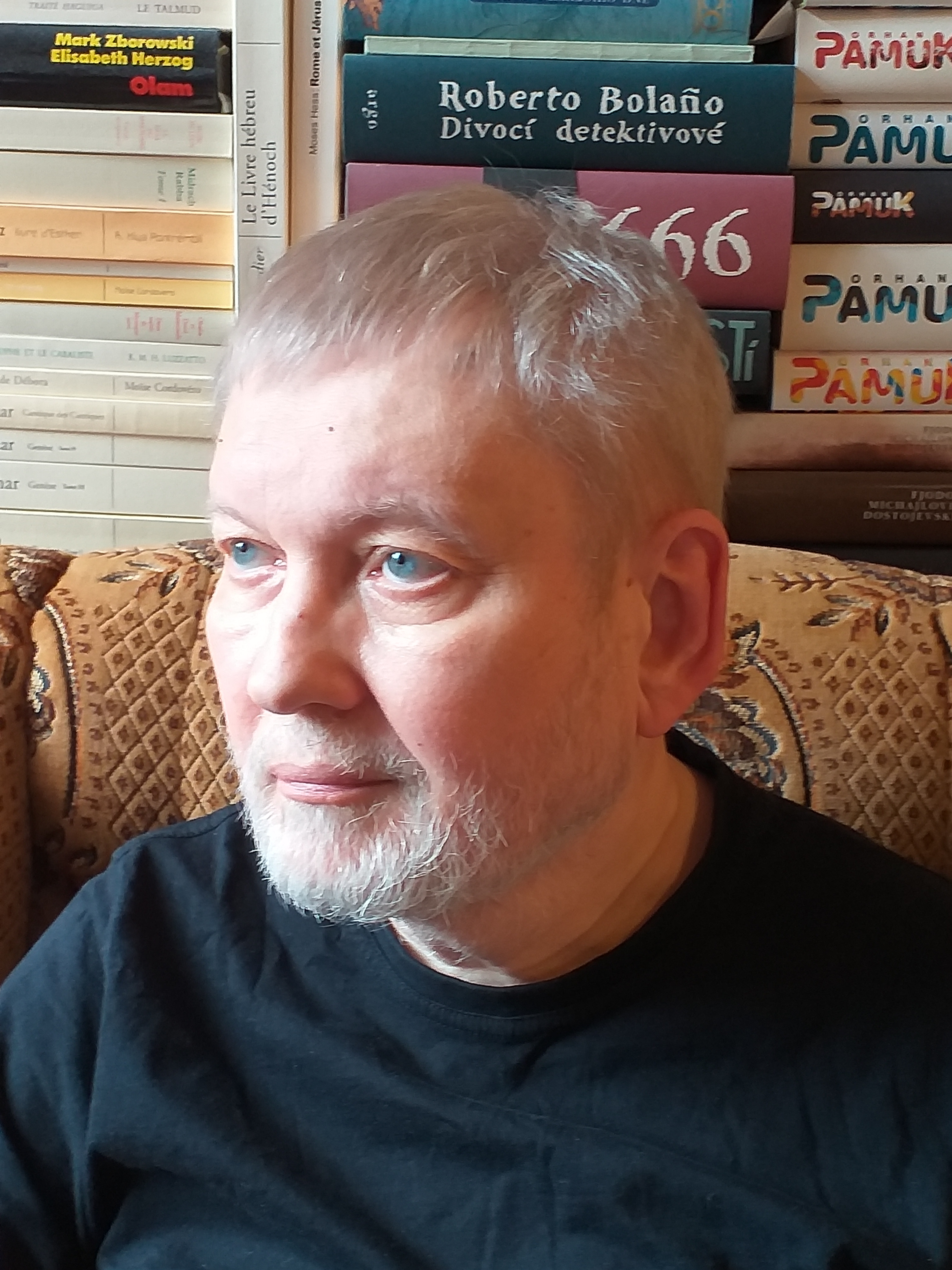
Jindřich Vacek

Jindřich Vacek (* 3. ledna 1955) je český spisovatel, překladatel a bývalý pedagog.

## Biografie
Na Filozofické fakultě Univerzity Karlovy vystudoval obor rumunština-francouzština, v letech 1980-1984 a 1985-1993 působil jako lektor češtiny na univerzitě v Bukurešti, kde vedl také fakultativní kurz hornolužické srbštiny. Rumunsky napsal několik učebnic češtiny, v nichž studenty soustavně připravuje na práci s literárním textem, a učebnici hornolužické srbštiny.
Jako překladatel se zaměřuje především na odbornou literaturu z humanitních oborů (z francouzštiny) a na náročnější beletrii (zejména z hebrejštiny), provedl i několik překladů z dalších jazyků (z rumunštiny, italštiny, portugalštiny, katalánštiny, polštiny, lužické srbštiny). V roce 2007 mu byla udělena Jungmannova cena za překlad renesančního díla Majsebuch z jazyka jidiš.
Jako redaktor založil v nakladatelství Argo etnologickou řadu Capricorn, kde vyšla mj. díla Clauda Lévi-Strausse, Mircei Eliada, Ruth Benedictové aj. Redigoval některé české překlady děl autorů, jako je Umberto Eco, Orhan Pamuk, Jorge Luis Borges, Roberto Bolaño, Paulo Coelho, a dalších.
Od roku 2021 publikuje vlastní literární díla.

## Vlastní publikace odborné
- Curs practic de limba cehă, TUB (Universitatea din București) 1985 (učebnice češtiny)
- Curs practic de limba sorabă, TUB (Universitatea din București) 1986 (učebnice lužické srbštiny)
- Limba cehă pentru avansați, TUB (Universitatea din București) 1987 (čeština pro pokročilé)
- Limba cehă colocvială, TUB (Universitatea din București) 1988 (obecná čeština)
- Úvod do četby českého literárního textu, TUB (Universitatea din București) 1989

## Vlastní literární tvorba
- Všechny moje toulky. Lužice, Ceauşeskovo Rumunsko a další, Praha, Academia 2021 (paměti)
- Zajatci Pána bouří, Praha, Argo 2021 (román)
- Tři muži na Titaniku, Praha, Argo 2022 (román)
- Yucatanské zrcadlo, Praha, Alpha Book 2023 (román)

## Překlady (výběrová bibliografie)
Z francouzštiny
- Lévi-Strauss, Claude: Strukturální antropologie (Anthropologie structurale, Praha, Argo 2006)
- Lévi-Strauss, Claude: Strukturální antropologie – dvě (Anthropologie structurale – deux, Praha, Argo 2007)
- Lévi-Strauss, Claude: Mythologica I, Syrové a vařené (Mythologiques I, Le cru et le cuit; Praha, Argo 2006)
- Eliade, Mircea: Šamanismus a nejstarší techniky extáze (Le chamanisme et les techniques archaïques de l'extase; Praha, Argo 1997)
- Eliade, Mircea: Pojednání o dějinách náboženství (Traité d’histoire des religions; Praha, Argo 2004)

Z rumunštiny
- Paler, Octavian: Život na nástupišti (Viața pe un peron; Praha, Mladá fronta 2009)
- Sebastian, Mihail: Deník 1935-1944 (Jurnal 1935-1944; Praha, Sefer 2004)

Z italštiny
- Cipolla, Carlo M.: Základní zákony lidské blbosti (Allegro ma non troppo; Praha, Argo 2012)
- Eco, Umberto: Dějiny ošklivosti (La Storia della Bruttezza; Praha, Argo 2007, 3 kapitoly a část antologie)

Z hebrejštiny
- Agnon, Šmuel Josef: Šátek a jiné povídky (Ha-mitpachat; Praha, Mladá fronta 1999)
- Grossman, David: Viz LÁSKA (Ajen erech: ahava; Praha, Mladá fronta 1996)
- Grossman, David: Mít s kým běžet (Mišehu laruc ito; Praha, Mladá fronta 2010)
- Kenan, Amos: Cesta do Ejn Charod (Ha-derech le-Ejn Charod; Praha, Ivo Železný 1993)
- Šacham, Natan: Rosendorfovo kvarteto (Revi‘ijat Rozendorf; Praha-Litomyšl, Paseka 2001)

Z jidiš
- Majsebuch aneb Kniha jidiš legend a příběhů, jak ji roku 5362/1602 vydal v Basileji Jaakov bar Avraham (Ejn šön majsebuch; Plzeň, Jindřich Vacek 2005, 2. díl 2006)

## Ocenění
- Jungmannova cena za nejlepší překlad roku 2006 (Majsebuch aneb Kniha jidiš legend a příběhů)
- Tvůrčí odměna Obce překladatelů v letech 1997 (Grossman, David: Viz LÁSKA), 2000 (Agnon, Šmuel Josef: Šátek a jiné povídky) a 2002 (Šacham, Natan: Rosendorfovo kvarteto)